# 沿庄镇
沿庄镇，是中华人民共和国天津市静海区下辖的一个乡镇级行政单位，位于静海区西南部，西界河北省大城县旺村镇，北界子牙镇和梁头镇，南界河北青县流河镇与大城县南赵扶镇，东邻陈官屯镇。该镇距首都北京 150 公里，天津中心城区150公里，天津市滨海国际机场75公里，天津港110公里，静海城区20公里。

## 行政区划
沿庄镇下辖以下地区：
沿庄村、流庄村、小河村、吉祥村、郎洼村、东港村、西港村、当滩头村、西滩头村、西禅房村、当禅房村、东禅房村、东滩头村、大黄洼村、小黄洼村、双楼村、王匡村、南张庄村、南元蒙口村、北元蒙口村、东元蒙口村、谭庄子村、张村和罗家庄村。